# Thenmus aigialites
Thenmus aigialites är en spindeldjursart som beskrevs av Harvey 1990. Thenmus aigialites ingår i släktet Thenmus och familjen Menthidae. Inga underarter finns listade i Catalogue of Life.